# Новента-ді-П'яве
Новента-ді-П'яве (італ. Noventa di Piave, вен. Noventa de Piave) — муніципалітет в Італії, у регіоні Венето, метрополійне місто Венеція.
Новента-ді-П'яве розташована на відстані близько 420 км на північ від Рима, 30 км на північний схід від Венеції.
Населення — 6985 осіб (2014).
Щорічний фестиваль відбувається 22 листопада. Покровитель — San Mauro.

## Демографія
Населення за роками:

Станом на 1 січня 2023 року в муніципалітеті офіційно проживали 794 іноземці з 54 країн, серед них 235 громадян країн Євросоюзу та 55 громадян України.

## Сусідні муніципалітети
- Фоссальта-ді-П'яве
- Сальгареда
- Сан-Дона-ді-П'яве
- Ценсон-ді-П'яве